# Ley habilitante
Una ley habilitante es una legislación en la cual un órgano legislativo otorga a una entidad que necesita autorización o legitimidad de poder para tomar ciertas acciones. Por ejemplo, las leyes habilitantes generalmente establecen agencias gubernamentales para llevar a cabo acciones específicas en un Estado moderno. Los efectos de las leyes habilitantes varían bastante entre tiempos y naciones diferentes. Por ejemplo, en Francia, el General Charles de  Gaulle se preocupó por incluir en la Constitución (artículo 16) poderes habilitantes si la nación se encontraba en peligro en su independencia y/o control de su territorio.

## Alemania

### Ley habilitante de 1933
La Ley para solucionar los peligros que acechan al Pueblo y al Estado (Gesetz zur Behebung der Not von Volk und Reich), más conocida como la Ley habilitante de 1933 (Ermächtigungsgesetz, en alemán) fue aprobada por el Parlamento alemán el 23 de marzo de 1933, tras encerrar a todos los diputados del Partido Comunista de Alemania en campos de concentración. Fue el segundo instrumento jurídico, después del Decreto del Incendio del Reichstag, mediante el cual los nacionalsocialistas obtuvieron poderes dictatoriales bajo una apariencia de legalidad. La ley concedía al Canciller Adolf Hitler y a su gabinete el derecho a aprobar leyes sin la participación del parlamento, lo que supuso de facto el fin de la democracia, de la República de Weimar y de su Constitución.

## Chile
En la Constitución Política de Chile, en su artículo 61 (reformada y convertida en artículo N° 64), se establece que el presidente de la república chilena tiene la potestad de solicitar al Congreso Nacional una habilitación para dictar disposiciones con fuerza de ley durante un período máximo de un año.
Asimismo en el artículo 54, en lo referente a la aprobación de tratados internacionales, especifica que es de exclusiva competencia del Congreso Nacional. Sin embargo, dicho cuerpo legislativo puede habilitar al presidente de la república a dictar disposiciones con fuerza de ley a fin de que la nación pueda cumplir correctamente dichos tratados.
En todo caso, la habilitación para dictar disposiciones con fuerza de ley deberá estar especificada explícitamente en la ley que a tal efecto apruebe el Congreso, pero no podrá "... comprender facultades que afecten la organización, atribuciones y régimen de los funcionarios del Poder Judicial, del Congreso Nacional, del Tribunal Constitucional ni de la Contraloría General de la República, ...".

## Estados Unidos
El presidente de los Estados Unidos de América puede emitir órdenes ejecutivas con fuerza de Ley. Dichas órdenes son disposiciones dictadas por los presidentes de Estados Unidos para gestionar las operaciones del gobierno federal. Las órdenes ejecutivas tienen fuerza de ley cuando se sustentan en las facultades en materia legislativa otorgadas directamente al poder ejecutivo por la Constitución (artículo II), o se dictan conforme a leyes del Congreso que explícitamente delegan en el presidente cierto grado de poder discrecional (legislación delegada).

## Reino Unido

### Ley Habilitante de la Asamblea de la Iglesia de Inglaterra de 1919
La Ley Habilitante de la Asamblea de la Iglesia de Inglaterra de 1919 dio un grado considerable de autogobierno a la Iglesia de Inglaterra, al tiempo que conservaba la supervisión parlamentaria general. Antes de su aprobación, casi todos los ajustes a la estructura legal de la Iglesia de Inglaterra habían implicado la obtención de un proyecto de ley específico en el Parlamento. Se necesitaron nueve sesiones para aprobar el salario del Archidiácono de Cornualles, y de los 217 proyectos de ley introducidos en la Cámara de los Comunes entre 1880 y 1913, solo 33 pasaron a ser leyes por falta de tiempo parlamentario, entre las perjudicadas se encontraban los proyectos de ley para establecer nuevas diócesis.
La Ley dio a la recién establecida Asamblea de la Iglesia, predecesora del Sínodo General, el poder de preparar y presentar al Parlamento medidas que podrían ser aprobadas o rechazadas, pero que no fueron modificadas por ninguna Cámara. Antes de ser votados, las propuestas eran examinadas por un Comité Eclesiástico de ambas Cámaras que informaban sobre sus efectos e implicaciones. Una vez aprobada en el Parlamento, la medida se convertía en ley al recibir el asentimiento real.
La Ley continúa aplicándose hoy al Sínodo General de la Iglesia de Inglaterra que, como resultado de la Medida de Gobierno Sinodal de 1969, reemplazó a la Asamblea de la Iglesia con el objetivo de lograr la plena integración de los laicos y eliminar las complicaciones causadas por el doble control de las Convocaciones de Canterbury y de York, y de la Asamblea. Todos los poderes de la Asamblea pasaron al nuevo sínodo junto con muchos de los de las Convocatorias.

## Venezuela
En Venezuela, se otorgaron leyes habilitantes para gobernar por decreto en asuntos determinados a los presidentes Rómulo Betancourt (1959), Carlos Andrés Pérez (1974), Jaime Lusinchi (1984), Ramón José Velásquez (1993) y Rafael Caldera (1994). Pérez realizó más de 3000 decretos con las atribuciones otorgadas.
A mediados de 1999, la Asamblea Nacional le permitió a Hugo Chávez legislar por seis meses sobre asuntos limitados, a lo relacionados con la economía basados en la Constitución de 1961; después en noviembre del año 2000 con la Constitución de 1999 le otorgaron legislar por un año con la ley habilitante pero más ampliada en poderes, en asuntos competentes en materia económica y financiera, en la reorganización de ministerios, propiedad privada, participación empresarial y crimen. Chávez esperó aplicar esta habilitante hasta poco antes de su expiración, cuando aprobó 49 decretos rápidamente, muchos de los cuales fueron controversiales.
En 2007, una nueva ley habilitante le concedió facultades a Chávez por 18 meses, dándole al presidente el poder de legislar sobre ciertos asuntos económicos, sociales, territoriales, científicos y de defensa, al igual que control sobre transporte, regulaciones de participación popular y reglas para gobernar en instituciones estatales.